# Socialisternes March
 Socialisternes March, er en socialistisk kampsang fra nytår 1871 af den danske digter Ulrich Peter Overby og med musik af Christian Joseph Rasmussen. Sangen blev skrevet til den nystiftede danske afdeling af Den Internationale Arbejdersammenslutning. Rasmussens melodi var oprindeligt komponeret til en katolsk lejlighedssang.
Linjen "lad falde, hvad ikke kan stå" i sidste vers er i nyere tid blevet forbundet med liberalismen, navnlig venstremanden og statsministeren Thomas Madsen-Mygdal.

## Tekst
Socialisternes March
Snart dages det, brødre, det lysner i øst,
til arbejdet fremad i kor!
Man håner den fattiges eneste trøst:
Vor ret til at leve på jord.
Man deler vor frihed, beskærer vort brød.
Til arbejdet, liv eller død!

Årtusinders åg på vor nakke blev lagt,
vi bar det og tav i vor nød,
men er vi de mange, så være det sagt:
Vi fordrer det daglige brød.
Samdrægtige går vi i sorg og i nød
til arbejdet, liv eller død!

Til trælle i sind og til slaver af guld
den voksende slægt fostres frem,
og jorden så aldrig så usselt et kuld
som det, der på den nu har hjem,
thi lykken må visne ved tryglen om brød.
Til arbejdet, liv eller død!
Vor arne er kold, og vort hjem kun et skjul
for trængsler og tvedragt og savn,
vor idræt man fængsler i bur som en fugl
og kaster foragt på vort navn.
Os levnes kun hadets den ulmende glød.
Til arbejdet, liv eller død!

Rigmændene fodres ved arbejder-slid,
og præsterne fører os frem
til pøle af svovl på den yderste tid,
om ikke vi ofrer til dem.
Vi bygger en guldgrav, tyranner! for brød.
Til arbejdet, liv eller død!

Det knager i samfundets fuger og bånd,
lad falde, hvad ikke kan stå!
Men ræk mig, o broder, din barkede hånd,
før i løgn og af sult vi forgå,
en bygning vi rejser til skærm i vor nød,
til arbejdet, liv eller død!